# Valentin Haüy

Valentin Haüy

Valentin Haüy (ausgesprochen [aɥi])  (* 13. November 1745 in Saint-Just-en-Chaussée, Département Oise; † 19. März 1822 in Paris) war ein französischer Lehrer und Bruder des Mineralogen René Just Haüy. Haüy befasste sich mit der Blindenfürsorge, gilt als Vater der Blindenerziehung und begründete die plastische Blindenschrift.

## Leben und Schaffen
Valentin Haüy, der Sohn eines armen Webers in der Pikardie, war der Begründer der ersten Erziehungs- und Unterrichtsanstalt für blinde Menschen, der Institution Royale des Jeunes Aveugles (Königliches Institut für junge Blinde), heute Institut National des Jeunes Aveugles.

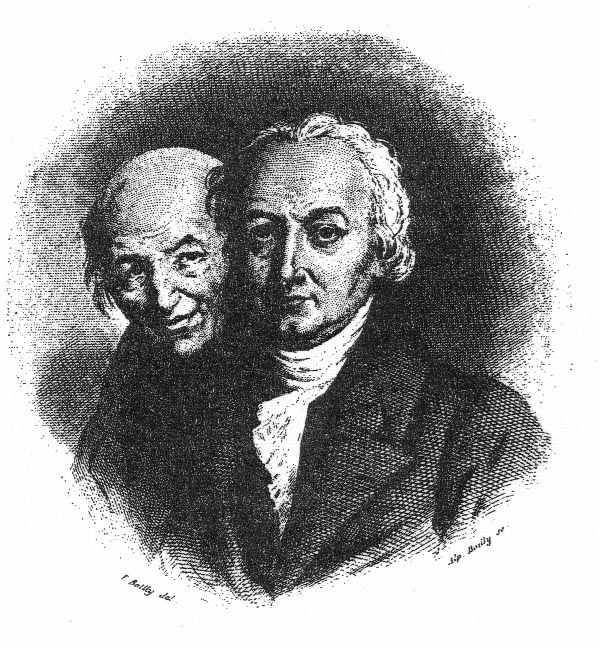
Die Brüder Haüy; im Vordergrund Valentin. Kupferstich von Alphonse Boilly.

Haüy widmete sich zuerst dem Studium der Sprachwissenschaften und wurde später Beamter im französischen Ministerium. Er war Lehrer in Paris, als er erlebte, wie am Place de la Concorde in Paris zehn von einem Wirt engagierte Blinde des Quinze-Vingts Hospice während des religiösen Straßenfestes Saint Ovid’s Fair zum Gespött der Leute gemacht wurden, indem sie als Kapelle mit Narrenkappen,  Pappbrillen und (ungelernt) auf Musikinstrumenten spielten. Er fasste erbost über diesen Missbrauch den Plan, für blinde Kinder ähnlich zu sorgen, wie es schon Abbé Charles-Michel de l’Epée für taubstumme Kinder getan hatte.
Durch eine von seinem blinden Schüler François Le Sueur beim Aufräumen des Schreibtischs aufgefallene Einladungskarte mit erhaben hineingepressten Buchstaben, soll Haüy auf die Idee zur Entwicklung der greifbaren Blindenschrift gekommen sein.
Mit Hilfe der blinden Komponistin, Pianistin und Musikpädagogin Maria Theresia Paradis aus Wien war es ihm möglich, seine Ideen und Systeme zu einer Blindenschrift weiterzuentwickeln. Für Maria Theresia Paradis hatte der austro-ungarische Universalgelehrte Wolfgang von Kempelen eine Art Setzkasten konstruiert, mit dessen Hilfe sie eigenständig ihre Korrespondenz verfassen, ihre Noten selbst drucken und so blinde und sehende Schülerinnen gemeinsam unterrichten konnte. Auf ihrer dreijährigen Europatournee gastierte sie auch in Paris – bei einem ihrer Konzerte lernte sie neben Carl Philipp Emanuel Bach auch Haüy kennen, der von ihrem Setzkasten fasziniert war und auch versuchte, dieses System an seiner Schule umzusetzen. Sein bekanntester Schüler, Louis Braille, entwickelte dieses System weiter und schuf die heute gültige Blindenschrift. 1784 errichtete Haüy in Paris zu diesem Zweck eine Anstalt, die 1791 vom Staat übernommen wurde. Von der Philanthropischen Gesellschaft war Haüy ein Haus zur Verfügung gestellt worden, in dem er als „Begründer der Blindenerziehung“ zwölf blindgeborene Menschen unterrichten sollte. Zum Weihnachtsfest 1786 stelle er seine Anstalt mit einem Orchester und einem von Blinden gedruckten Buch dem König Ludwig XVI. vor. Die Erweiterung dieser ersten Blindenschule der Welt auf einhundert Zöglinge wurde aber durch den Eintritt der Französischen Revolution unterbrochen. Napoleon Bonaparte, der den Idealisten wenig zugeneigt war, dankte ihm 1802 für seine Arbeit und ernannte einen anderen Direktor. Haüy gründete sofort eine Privatanstalt zur Erziehung der Blinden unter dem Titel Musee des Aveugles. Haüy hatte damit allerdings wenig Erfolg und geriet immer stärker in eine missliche Lage.
In dieser Situation bekam er von Kaiser Alexander I. den Auftrag, in Russland eine Blindenanstalt in St. Petersburg zu gründen. Er arbeitete 1803 einen Plan dafür aus. Während der Reise nach Russland lernte Haüy in Berlin, im Literarischen Salon Henriette Herz’, den damals berühmten Augenarzt Karl Johann Christian Grapengiesser und dessen Freund Johann August Zeune kennen. Die Leistungen Alexandre Fourniers, einer seiner Schüler, bewegten Grapengießer derart, dass er Haüy zu längerem Bleiben veranlasste. Auch König Wilhelm III. fand die Idee lobenswert und in Folge konnte in Berlin eine Blindenanstalt ins Leben gerufen werden. Einige Pläne Haüys waren aber für die damaligen politisch unruhigen Zeiten zu weitgehend und konnten deshalb nicht umgesetzt werden.
Über die Erfolge Haüys in St. Petersburg ist nicht viel Günstiges zu berichten, er kam nach elfjährigem Aufenthalt 1817 nach Paris zurück, ohne eine Blindeneinrichtung aufgebaut zu haben. Haüy starb 1822 in Paris, wo er auf dem Friedhof Père-Lachaise beigesetzt wurde.

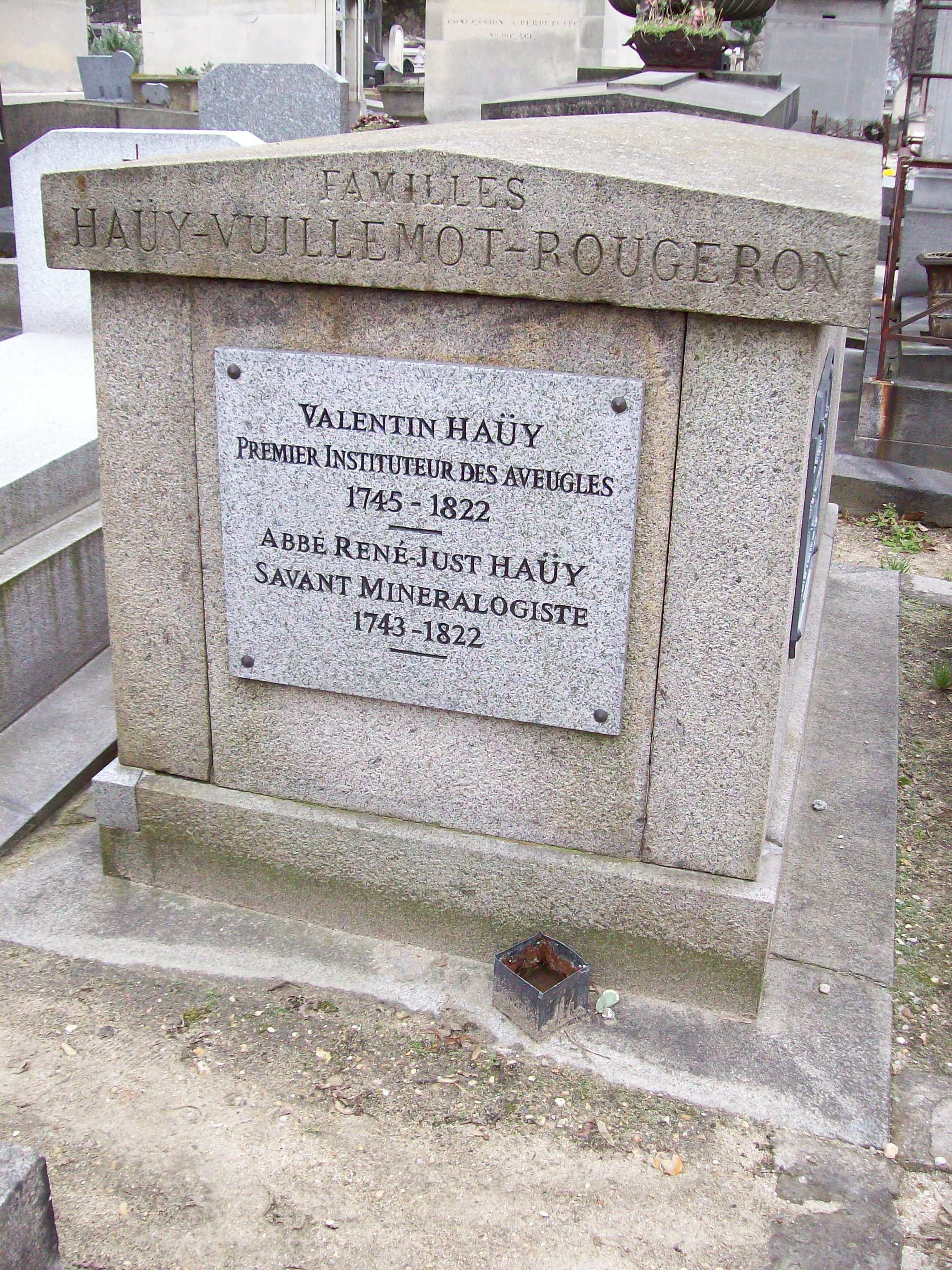
Die Grabstätte von Valentin Haüy und seinem Bruder René-Just Haüy auf dem Friedhof Père-Lachaise in Paris.

## Schriften
- Essai sur l'éducation des aveugles. Paris 1786. (gilt als erstes Blindenbuch. Darin gibt Haüy Aufschluss über seine Ansichten bezüglich der Bildung von Blinden)
  - Essai sur l'éducation des aveugles. Nachdruck der Ausgabe Paris 1786 und Düren 1883. Ed. Bentheim, Würzburg 1990, ISBN 3-925265-22-8. (enthält eine Übersetzung des Buches „Abhandlung über die Erziehung blinder Kinder“ von Oberlehrer Michel)